# Charles Melis
Charles Melis, född 29 augusti 1893, död 10 januari 1982, var en friidrottare från Belgien. Han deltog vid olympiska sommarspelen 1920.